# Цуцуми, Ёсиаки
Ёсиаки Цуцуми (яп. 堤 義明, Tsutsumi Yoshiaki; род. 29 мая 1934) — японский бизнесмен. Во время экономического пузыря в Японии журнал Forbes включал Цуцуми в список самых богатых людей мира в период с 1987 по 1994 год, благодаря его обширным инвестициям в недвижимость через корпорацию Seibu, которую он контролировал. В 1987 году его состояние составляло 20 миллиардов долларов. Однако из-за череды скандалов и его ареста в 2005 году состояние Цуцуми значительно уменьшилось, и он был исключён из списка миллиардеров Forbes в 2007 году.

## Ранние годы
Ёсиаки Цуцуми родился 29 мая 1934 года в семье бизнесмена Ясудзиро Цуцуми и его любовницы Исидзаки Цунэко. Он был одним из семи детей Ясудзиро и провёл своё детство в пригороде Токио вместе с Цунэко и двумя младшими братьями, Ясухиро и Юдзи. Примерно в возрасте семи лет он встретил своего сводного брата Сэйдзи Цуцуми, которому тогда было 14 лет; говорят, что между ними сразу возникла взаимная неприязнь.
Цуцуми утверждал, что начал помогать в семейном бизнесе ещё в начальной школе, начиная с простых задач, таких как помощь с чертежами. Хотя отец подвергал его физическим наказаниям, Ёсиаки считали его любимцем, что дало ему значительное влияние в корпоративной и политической сферах.
Цуцуми окончил Университет Васэда в 1957 году.

## Карьера в бизнесе и спорте
Цуцуми начал свою бизнес-карьеру ещё студентом: в 1956 году он открыл каток Karuizawa Skate Center в Нагано. После окончания университета в 1957 году он устроился в Kokudo Keikaku Kogyo (позже — Kokudo Corporation), где его отец занимал пост председателя.
В апреле 1964 года умер отец Цуцуми, Ясудзиро. Несмотря на возражения вдовы Масако, 30-летний Ёсиаки унаследовал контроль над корпорацией Seibu. Большинство наблюдателей ожидало, что наследником станет его старший сводный брат Сэйдзи Цуцуми, который вместо этого получил универмаги Seibu. Сэйдзи впоследствии превратил их в империю Credit Saison, однако предполагаемое соперничество между «владениями» двух братьев стало популярной темой для прессы.
На посту председателя Цуцуми сосредоточился на развитии и расширении обширных земельных владений, унаследованных от отца. В определённый момент считалось, что его компании владели одной шестой всей земли в Японии.
Большая часть бизнеса Цуцуми была связана со спортом: он был председателем Федерации хоккея Японии и владел хоккейным клубом Seibu Tetsudo. Хотя он, как сообщается, не имел большого интереса к бейсболу, в 1979 году он приобрёл бейсбольную команду Seibu Lions и построил новый стадион в районе Большого Токио. Он также стал первым председателем Олимпийского комитета Японии, но ушёл в отставку в 1990 году, менее чем через год. Несмотря на отставку, он продолжал оказывать значительное влияние на комитет, назначая будущих председателей и предотвращая избрание своих оппонентов.
Общий объём состояния Цуцуми остаётся неясным, так как неизвестно, какими активами он владел. Он почти всегда отказывался от интервью и не позволял представителям Seibu раскрывать информацию о компании.

### Зимние Олимпийские игры 1998 года
При подаче заявки Нагано на проведение Зимних Олимпийских игр 1998 года Цуцуми, возглавлявший тогда Олимпийский комитет Японии, использовал своё финансовое и политическое влияние, а также связи с президентом Международного олимпийского комитета, чтобы укрепить позиции Нагано. Он продолжал работать с комитетом даже после ухода, и, по словам бывших членов Олимпийского комитета Японии, именно благодаря ему Нагано получил право на проведение игр.
Решение провести Олимпиаду в Нагано подверглось критике со стороны экологов, поскольку для строительства лыжных трасс потребовалась вырубка лесов, а сами трассы находились на охраняемой заповедной территории. Кроме того, подвергался критике финансовый конфликт интересов: многие бизнесы региона принадлежали Seibu.

## Награды
За вклад в международный хоккей Цуцуми был введён в Зал славы Международной федерации хоккея в категории «строителей» в 1999 году.

## Подозрения в инсайдерской торговле и арест
17 января 2005 года газета The Wall Street Journal опубликовала информацию о расследовании деятельности Цуцуми и корпорации Seibu. Полиция провела обыск в штаб-квартире компании и обнаружила доказательства нарушения японского корпоративного законодательства. В частности, выяснилось, что компания заявляла, что крупные акционеры владели только 64 % акций, тогда как в действительности им принадлежало 88 %. Это могло быть незаконной фальсификацией данных, поскольку в Японии для листинга компании на Токийской фондовой бирже крупные акционеры могут владеть максимум 80 % акций. Этот скандал впервые стал известен в 2002 году, после чего суд постановил Цуцуми покинуть компанию, однако он остался в ней на менее оплачиваемой должности.
Несмотря на участие нескольких сотрудников Seibu в скандале, Цуцуми считался главным организатором из-за своей должности и авторитарного стиля управления.
3 марта 2005 года Цуцуми был арестован по подозрению в нарушении закона о ценных бумагах. Он признал себя виновным, и 27 октября 2005 года Токийский окружной суд приговорил его к 30 месяцам тюремного заключения условно на 4 года и штрафу в размере 5 миллионов иен. Его условный срок истёк в октябре 2009 года, и он оставался косвенным крупным акционером Seibu Holdings.
Позже корпорация Seibu подала иск против Цуцуми. В 2016 году стороны заключили соглашение, согласно которому Seibu получила 25,6 миллиарда иен.